# Castiliaanse natie van Brugge

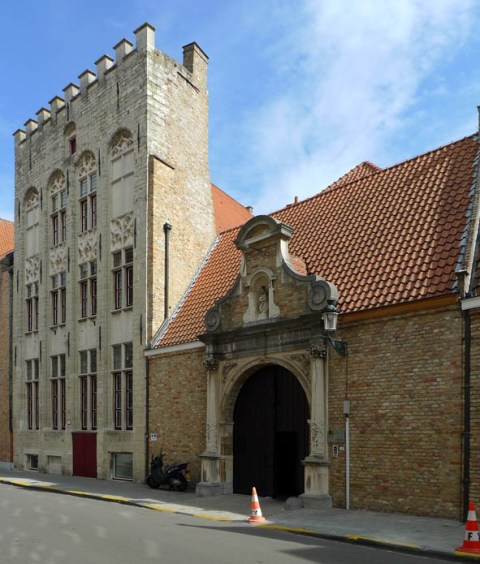
Het Huis de la Torre in de Brugse Spanjaardstraat, zetel van de Spaanse natie

De Castiliaanse of Spaanse natie van Brugge was de gemeenschap van handelaars uit Castilië en León in de Vlaamse stad Brugge. Als organisatie bestond ze tot 1705.

## Geschiedenis
Het eerste bewaarde privilege van de Castilianen in Brugge dateert uit 1343. De akte, verleend door graaf Lodewijk I en namens de Leden van Vlaanderen door Brugge, beschermde vooral tegen arbitraire gevangenneming. Bevestigingen en uitbreidingen volgden in privileges van 1348, 1421 en 1428. De natie mocht het droit d'avarie heffen op de import en export van haar leden en beschikte over een consulaire rechtbank die civiele zaken tussen leden kon beslechten. In 1441 telde Brugge zes Spaanse handelshuizen (posadas), met elk een consul.
De Vlaamse opstand tegen Maximiliaan dreef de meeste naties naar Antwerpen. Ook een groot deel van de Castilianen wilde de natie naar de Scheldestad verhuizen, maar de Habsburgse regering liet een vertrek uit Vlaanderen niet toe omdat hun rol in de Vlaamse wolhandel te belangrijk was. Rond 1550 probeerden Castilianen in Antwerpen een eigen consulaat te vormen, maar dat was geen lang leven beschoren. In die eeuw waren ongeveer een kwart van de Castilianen in de Nederlanden poorter of ingezetene van Brugge of Antwerpen. In 1705 werd het consulaat van de Spaanse natie door de consuls Pierre-Louis en Ignace de Aranda ontbonden.